# Arichanna magna
Arichanna magna là một loài bướm đêm trong họ Geometridae.